# Novillas
Novillas (aragónul Noviellas) település Spanyolországban,  Zaragoza tartományban. Novillas Tauste, Gallur, Mallén és Cortes községekkel határos. Lakosainak száma 502 fő (2024).

## Népesség
A település népessége az utóbbi években az alábbiak szerint változott:
| Lakosok száma | 666  | 667  | 643  | 639  | 602  | 586  | 546  | 532  | 514  | 502  |
|               | 2001 | 2004 | 2007 | 2009 | 2012 | 2014 | 2017 | 2019 | 2022 | 2024 |